# Karim Cissé
Karim Cissé (ur. 14 listopada 2004 w Konakry) – gwinejski piłkarz grający na pozycji napastnika. Jest wychowankiem klubu AS Saint-Étienne.

## Kariera klubowa
Swoją karierę piłkarską Cissé rozpoczął w klubie AS Saint-Étienne. W 2020 roku zaczął grać w rezerwach tego klubu, a w 2023 awansował do pierwszej drużyny. Swój debiut w niej w Ligue 2 zanotował 5 sierpnia 2023 w przegranym 0:1 domowym spotkaniu z Grenoble Foot 38.

## Kariera reprezentacyjna
W reprezentacji Gwinei Cissé zadebiutował13 października 2023 w wygranym 2:0 towarzyskim meczu z Gwineą Bissau, rozegranym w Setúbal. W 2024 roku powołano go do kadry na Puchar Narodów Afryki 2023. Rozegrał w nim jeden mecz grupowy, z Senegalem (0:2).